# Westley Gough
Westley Gough, född den 4 maj 1988 i Waipukurau, Nya Zeeland, är en nyzeeländsk tävlingscyklist som tog OS-brons i bancyklingslagförföljelse vid olympiska sommarspelen 2008 i Peking. 